# Jože Duhovnik (montanist)
Jože Duhovnik, slovenski rudarski inženir in geolog * 9. marec 1913, Medno, † 4. december 1996.

## Življenje in delo
Leta 1937 je diplomiral in 1942 doktoriral iz rudarstva na ljubljanski Tehniški fakulteti. Po diplomi se je kot pomočnik glavnega geologa zaposlil v Zvečanu pri Kosovski Mitrovici (Kosovo). Od 1939 je bil asistent, od 1943 docent, od 1946 izredni profesor in od 1956 do 1982 redni profesor na Tehniški fakulteti oz. FNT v Ljubljani za kristalografijo, mineralogijo, petrografijo, razločevanje magme, nahajališča mineralnih surovin in za geologijo nafte. Že pred vojno, zlasti pa po 1945 je opravil več rudarsko-geoloških raziskav v Srbiji in Makedoniji. Bil je strokovni in znanstveni sodelavec Slovenske akademije znanosti in umetnosti. Petrografske in mikroskopske raziskave rud je opravljal v okviru Geološkega zavoda Ljubljana, Metalurškega inštituta in drugih raziskovalnih; med drugim je določil glavni nikljev mineral v makedonskem Ržanovu na planini Karaorman. Objavil je vrsto člankov in razprav s področja mineralogije, petrografije in vede o rudiščih. Leta 1966 je na povabilo Unesca sodeloval v New Yorku na simpoziju o nastanku plastovitih rudišč svinca, cinka, barita in fluorita.